# Philippe Gaubert
Pour les articles homonymes, voir Gaubert.
Œuvres principales
- Grande méthode de flûte
- Sonia (1913)
- Naïla (Paris, 7 avril 1927)

Répertoire
- Ariane et Barbe-Bleue de Paul Dukas
- Daphnis et Chloé de Maurice Ravel
- Oriane et le prince d'Amour de Schmitt
- Œdipe d'Enesco
- Médée de Darius Milhaud
- Elektra de Richard Strauss

Philippe Gaubert est un chef d’orchestre, flûtiste et compositeur français, né à Cahors le 5 juillet 1879 et mort à Paris le 8 juillet 1941. Il était Directeur de la musique à l'Opéra de Paris.

## Biographie

### Du cinéma de quartier à l’Opéra de Paris
Le père de Philippe Gaubert, cordonnier à Cahors, clarinettiste amateur dans des orchestres locaux, décide en 1888 de partir avec sa femme pour Paris et d'amener avec eux leurs enfants pour qu'ils puissent devenir des musiciens professionnels. Hélas, il meurt trois ans plus tard, en 1891. Philippe qui n'a alors que douze ans, doit gagner sa vie et celle de sa famille en jouant du violon dans un cinéma de quartier. Il s'exerce aussi à la flûte traversière. Le père de Paul Taffanel, le plus célèbre flûtiste de l'époque, qui l'entend, est immédiatement convaincu de ses dons. Il le prend aussitôt sous son aile pour l'initier aux subtilités et à la virtuosité. Paul Taffanel, charmé lui aussi, l'inscrit alors dans sa propre classe du Conservatoire. Ainsi, à quinze ans, en 1894, Philippe Gaubert obtient un premier prix. Mais il continue de travailler aussi le violon auprès de Jules Garcin  et en joue, comme remplaçant, dans l'orchestre du théâtre national de l’Opéra. En 1895, Taffanel l'y fait nommer "première flûte solo". Philippe Gaubert poursuit néanmoins ses études d'harmonie puis de composition au Conservatoire. En 1903, il y obtient "premier prix de fugue et contrepoint", et en 1905, un second "Grand prix de Rome".

### Chef d’orchestre
En 1904 - il a 25 ans - il passe, sur les conseils de Paul Taffanel, le concours ouvert pour le poste de second chef de l'orchestre de la Société des concerts du Conservatoire. Il interprète le Final de la "IXe symphonie" de Beethoven et remporte la place haut la main. Mobilisé en 1914, il revient de la Guerre en 1919 et succède à André Messager à la tête de la Société des Conservatoires. Il y reste jusqu'en 1938.
En 1919, il est nommé, parallèlement, professeur de flûte au Conservatoire de Paris. Il le sera jusqu'en 1931. Mais il a abandonné lui-même la pratique de la flûte en 1922, avant de publier, en 1923, la Grande méthode de flûte de Paul Taffanel. En 1931, il est chargé, au Conservatoire, de la classe de direction d'orchestre que la mort de Vincent d'Indy laisse vacante.

### L’Opéra de Paris
En 1920, nommé premier chef à l'Opéra, dirige Faust pour la première fois le 19 septembre. Il va franchir toutes les étapes : Chef de la Musique en décembre 1931, Directeur de la Musique le 1er juin 1939 … Il y crée, entre autres, Ariane et Barbe-Bleue de Paul Dukas, Œdipe de Georges Enesco, Daphnis et Chloé de Maurice Ravel, Oriane et le prince d'Amour de Florent Schmitt, Médée de Darius Milhaud, Turandot de Giacomo Puccini, Elektra de Richard Strauss. La 200e représentation du Faust de Gounod, le 31 décembre 1934, crée l'événement : les plus célèbres chanteurs de l'époque rejoignent le chœur pour interpréter avec lui le fameux « Gloire immortelle de nos aïeux ».

### Compositeur
Philippe Gaubert a également été un grand compositeur. À son actif figurent de nombreuses musiques pour un instrument (la flûte notamment) et piano ou orchestre ; des morceaux orchestraux, tableaux ou des poèmes symphoniques : Le Cortège d'Amphitrite ;  Inscriptions pour les portes de la Ville ; Les chants de la Mer ; des pièces pour la scène : Sonia, drame lyrique en trois actes ; Naïla, conte lyrique en trois actes ; une musique de scène pour l'Antigone de Sophocle et quatre ballets : Philotis, Fresque, Alexandre le Grand et Le Chevalier et la Demoiselle, ballet chorégraphié par Serge Lifar et représenté en 1941 ; quelque 90 mélodies pour la voix humaine.
Philippe Gaubert est mort brutalement à Paris en 1941.
Albert Roussel lui a dédié Monsieur de la Péjaudie, le quatrième mouvement de sa pièce Joueurs de Flûte.

## Distinctions
Philippe Gaubert a été nommé Chevalier de la Légion d'honneur en 1921, promu officier en 1928 et Officier de l'Instruction Publique en 1929.
Son ami Jean Bouzerand, journaliste, a obtenu vers la fin des années 1930 que la municipalité de Cahors lui dédie un square-jardin qui porte son nom, en ville, au bord du Lot.
En 1994, à l'occasion du XXe anniversaire de l'École de Musique agréée de Cahors et sur la proposition de son Directeur Jean-Pierre Rodrigo, la Municipalité donne le nom de Philippe Gaubert à l'Établissement musical.

## Œuvres

### Opéras
- Sonia (1913)
- Naïla (Paris, 7 avril 1927 )

### Ballets
- Philotis, danseuse de Corinthe (1914)
- Alexandre le Grand (1937)
- Le Chevalier et la Damoiselle (1941)

### Compositions pour orchestres
- Rhapsodie sur des thèmes populaires (1909)
- Le Cortège d'Amphitrite (1910)
- Madrigal (1910)
- Poème pastoral (1911)
- Fantaisie pour violon et orchestre (1922)
- Fresques, suite symphonique (1923)
- Concerto pour violon (1928)
- Les Chants de la Mer, trois tableaux symphoniques (1929)
- Au Pays Basque, deux tableaux symphoniques (1930)
- Les Chants de la Terre (1931)
- Poème romanesque pour violoncelle et orchestre (1932)
- Concert en Fa (1933)
- Inscriptions sur les portes de la ville, 4 tableaux symphoniques (1934)
- Symphonie en Fa (1934)
- Poème des Champs et des Villages (1939)

### Musique de chambre
- 3 sonates pour flûte et piano (1917, 1924 et 1934)
- Sonatine pour flûte et piano
- Ballade pour alto et piano (1938)
- Nocturne et Allegro scherzando pour flûte et piano (existe aussi pour flûte et orchestre de chambre)
- Trois Aquarelles pour flûte, violoncelle et piano
- Pièce romantique pour flûte, violoncelle et piano
- Trois pièces pour violoncelle et piano
- Médailles antiques, pour flûte, violon et piano
- Divertissement grec pour flûte et harpe
- Sur l'eau, pour flûte et piano
- Romance et Fantaisie pour flûte et piano
- Intermède champêtre pour hautbois et piano
- Sonate pour violon et piano
- Quintette à vent [réf. souhaitée]
- Cantabile et Scherzetto pour cornet à pistons et piano
- Sonatine  pour flûte et piano
- Morceau symphonique pour trombone et piano

### Mélodies françaises
- Le Repos en Égypte, pour soprano et piano

## Discographie

### Compositeur
- Philippe Gaubert : Les Chants de la mer, Inscriptions pour les portes de la ville, sous la direction du compositeur (CD alpha, enregistrements historiques de 1930-1936, 2006)
- Philippe Gaubert : Symphonie en Fa, Les Chants de la mer, Concert en Fa - Orchestre Philharmonique du Luxembourg dirigé par Marc Soustrot (CD Timpani, 1C1135, 2008)
- Philippe Gaubert : Le chevalier et la Damoiselle, Orchestre Philharmonique du Luxembourg dirigé par Marc Soustrot (CD Timpani, 1C1175, 2010)
- Philippe Gaubert : Au Pays basque, Concerto pour violon, Poème romanesque, Le Cortège d'Amphitrite - Philippe Graffin (violon), Henri Demarquette (violoncelle), Orchestre philharmonique du Luxembourg dirigé par Marc Soutrot. (CD Timpani, 1C1186, 2011)
- El Nour (la lumière), récital de Fatma Saïd, soprano, avec Malcolm Martineau (piano), comprenant Le Repos en Egypte, Warner Classic, oct. 2020.

### Chef d'orchestre
- Édouard Lalo, Ouverture du roi d'Ys, violoncelle solo A. Cruque, Orchestre de la Société des Concerts du Conservatoire, 1929, Columbia LF 77/78 (78t) et CD Malibran CDRG 141
- Emmanuel Chabrier, Joyeuse Marche, Orchestre de la Société des Concerts du Conservatoire, 1931, Columbia LFX 174 (78t) et CD Malibran CDRG 141
- Gabriel Fauré, Ballade op.19, M. Long, piano, Orchestre de la Société des Concerts du Conservatoire, 1930, Columbia LFX 54/55 (78t) et CD Malibran CDRG 141
- Gabriel Fauré, Pelleas et Mélisande (Sicilienne), Orchestre de la Société des Concerts du Conservatoire, 1937, Columbia D 15052 (78t) et CD Malibran CDRG 141
- Gabriel Fauré, Shylock (Nocturne no 5), Orchestre de la Société des Concerts du Conservatoire, 1937, Columbia LFX 465 (78t) et CD Malibran CDRG 141
- Paul Dukas, L'apprenti sorcier, Orchestre de la Société des Concerts du Conservatoire, 1929, Columbia 70506-7 (78t) et CD Malibran CDRG 141
- Hector Berlioz, La Damnation de Faust (Marche hongroise), Orchestre de la Société des Concerts du Conservatoire, 1938, Columbia LFX 530 (78t) et CD Malibran CDRG 141
- Maurice Ravel, Daphnis et Chloé (Deuxième Suite), Orchestre des Concerts Straram, Columbia LFX 41/42 (78t) et CD Malibran CDRG 141
- Ludwig van Beethoven, nombreux extraits de l'œuvre symphonique dans le film d'Abel Gance "Un grand amour de Beethoven" (1936)
- Camille Saint-Saëns, Concerto pour piano no 2, Athur Rubinstein, piano, Orchestre de la Société des Concerts du Conservatoire, direction Philippe Gaubert. Enregistrement 1939. Report CD Testament 1998

## Prix Philippe Gaubert
Un "Prix Philippe Gaubert", créé autour du Festival de cinéma de Gindou (Lot)  est décerné en août "au projet de musique de film de court métrage présenté et défendu par le compositeur d'un des scénarios de la résidence d'écriture de Gindou". Ce prix consiste en une bourse de 1 500 euros et une aide à la production de la musique.
Le "Prix Philippe Gaubert 2012" a été attribué à Samuel Leloup pour le projet de musique pour "Les Pieds Rouges" de Thomas Bousquet
Mention spéciale à Mathieu Lamboley pour le projet de musique pour  "Le Goût de l'Alfajor" de Victoria Stagni.